# 제74회 로카르노 영화제
제74회 로카르노 영화제는 2021년 8월 4일에 열린 시상식이다.

## 수상 및 후보

### 국제경쟁 - 황금표범상
- 사랑과 복수 - 에드윈 수상

### 국제경쟁 - 심사위원특별상
- 쓰촨의 신-신 극단 - 치우지옹지옹 수상

### 국제경쟁 - 감독상
- 제로스 앤 원스 - 아벨 페라라 수상

### 국제경쟁 - 여우주연상
- 게다 - Anastasiya Krasovskaya 수상

### 국제경쟁 - 남우주연상
- 견습공의 일주일 - Mohamed Mellali 외 1명 수상

### 국제경쟁 - 특별언급
- 소울 오브 어 비스트 - 로렌즈 메르츠 수상
- 성령의 이름으로 - 체마 가르시아 이바라 수상

### 데뷔작 - 스와치 최우수작품상
- 마녀들의 땅 - 샤를로트 콜베르 수상

### 데뷔작 - 특별언급
- 홀리 에이미 - 애러셀리 리모스 수상

### 미래의 표범 - 최우수 국제 단편영화상
- 크리쳐 - 마리아 실비아 에스테베 수상

### 미래의 표범 - 황금표범상
- 네온의 유령 - 레오나르도 마르티넬리 수상

### 미래의 표범 - 은표범상
- 더 데몬스 오브 도로시 - 알렉시스 랑글로스 수상

### 미래의 표범 - 유럽영화상
- 말의 흐름 - 엘리안 에스더 보츠 수상

### 미래의 표범- 특별언급
- [[퍼스트 타임 [더 타임 포 올 벗 선셋 - 바이올렛]]] - 니콜라스 슈미트 수상

### 미래의 표범 - Medien Patent Verwaltung AG 상
- 홈 - 미리암 우위라지예 비라라 수상

### 미래의 표범 - 감독상
- 말의 흐름 - 엘리안 에스더 보츠 수상

### 스위스 경쟁 - 황금표범상
- 스트레인저스 - 노라 롱가티 수상

### 스위스 경쟁 - 은표범상
- 애프터 어 룸 - 나오미 퍼시픽 수상

### 스위스 경쟁 - 신인감독상
- 반드시 - 플라비오 루카 마라노 외 1명 수상

### 현재의 감독 경쟁 - 황금표범상
- 브라더후드 - 프란체스코 몽타그너 수상

### 현재의 감독 경쟁 - 감독상
- 더 리전에어 - 흘렙 파푸 수상

### 현재의 감독 경쟁 - 심사위원특별상
- 아워 이터널 썸머 - 에밀리 아우셀 수상

### 현재의 감독 - 여우주연상
- 노 원스 위드 더 캘브즈 - 사스키아 로젠달 수상

### 현재의 감독 - 남우주연상
- 웻 샌드 - Gia Agumava 수상

### 피아자 그란데
- 베케트 - 페르디난도 시토 필로마리노
- 프리 가이 - 숀 레비
- 히트 - 마이클 만
- 힌터랜드 - 슈테판 루조비츠키
- 이다 레드 - 존 스와브
- 몬테 베리타 - 스테판 재거
- 애니멀 하우스의 악동들 - 존 랜디스
- 리스펙트 - 리슬 타미
- 로즈 - 오렐리 사다
- 싱크홀 - 김지훈
- 더 앨리스 - 바셀 간두르
- 터미네이터 - 제임스 카메론
- 보어텍스 - 가스파 노에
- 야야 에 레니 - 더 워킹 리버티 - 알레산드로 락
- 100 미니츠 - 글렙 판필로브
- 벨 - 호소다 마모루

### 국제경쟁부문
- 애프터 블루 - 베르트랑 만디코
- 더 리버 - 가산 살하브
- 성령의 이름으로 - 체마 가르시아 이바라
- 게다 - 나탈리아 쿠드리아쇼바
- 더 자이언츠 - 보니파시오 앙기우스
- 쓰촨의 신-신 극단 - 치우지옹지옹
- 주주 스토리즈 - C.J 오바시 외 2명
- 시크릿 네임 - 오렐리아 조르주
- 캅 시크릿 - 한네스 소르 할도르손
- 루지퍼 - 피터 브루너
- 메데아 - 알렉산더 젤도비크
- 헤븐스 어보브 - 스르디안 드라고예비치
- 퍼티트 솔란지 - 악셀 로페르
- 사랑과 복수 - 에드윈
- 견습공의 일주일 - 네우스 발루스
- 소울 오브 어 비스트 - 로렌즈 메르츠
- 제로스 앤 원스 - 아벨 페라라

### 미래의 표범
- 더 인페르날 머신 - 프란시스 보그너 도스 레이스
- 앤 덴 데이 번 더 씨 - 마지드 알 레마이히
- 썬캐쳐 - 킴 토레스
- 크리스마스 - 펭루이 장
- 네온의 유령 - 레오나르도 마르티넬리
- [[퍼스트 타임 [더 타임 포 올 벗 선셋 - 바이올렛]]] - 니콜라스 슈미트
- 플레이타임 - 시몬 보젤리
- 홈 - 미리암 우위라지예 비라라
- 말의 흐름 - 엘리안 에스더 보츠
- 나이트 - 아흐마드 살레
- 더 데몬스 오브 도로시 - 알렉시스 랑글로스
- 러브, 대드 - 디아나 캠 반 응우옌
- 마스크 - 나바 레즈바니
- 대드스 스니커즈 - 올하 주르바
- 사운드 오프 더 나이트 - 챈라도 삭 외 1명
- 스퀴쉬! - 툴라프 샌자로앤
- 스테이크하우스 - 스펠라 카데즈
- 스트로베리 치즈케이크 - 시유 탄
- 더 선셋 스페셜 - 니콜라 게베
- 타임 플로우스 인 스트레인지 웨이스 온 선데이스 - 지젤 린
- 애프터 어 룸 - 나오미 퍼시픽
- 드림 레이싱 - 줄리엣 리카보니
- 스트레인저스 - 노라 롱가티
- 디야 - 루시아 마르티네즈 가르시아
- 씽 - 파스칼 에글리 외 1명
- 반드시 - 플라비오 루카 마라노 외 1명
- 포 필스 엣 나이트 - 리어트 라마
- 미스터 피트 & 더 아이론 호스 - 킬리안 빌림
- 리얼 뉴스 - 루카 포파딕
- 더 라이프 언더그라운드 - 로익 호비
- 카리카투라나 - 라두 주데
- 크리쳐 - 마리아 실비아 에스테베
- 데드 플래쉬 - 베르트랑 만디코
- 푸 드 바산 - 얀 곤잘레즈
- 해피니스 이즈 어 저니 - 이베테 루카스 외 1명
- 호텔 로얄 - 살로메 라마스
- 하우 두 유 메저 어 이어? - 제이 로젠블랫
- 고타 패브리케이트 유어 원 기프트 - 시릴 쇼이블린
- 세 포오소 퍼메터미 - 마르코 벨로치오
- 패널티 샷 - 록 비첵

### 오픈 도어즈 스크리닝
- 아수왕 - 알릭스 아인 아럼팍
- 긴 산책 - 마티에 도
- 만타 레이 - 푸티퐁 아룬펜
- 개와 정승 사이 - 마웅 순
- 번식기 - 킴퀴 부이
- 언덕에서 부르는 노래 - 락바자브 밧-암갈란 외 1명
- 보이는 것과 보이지 않는 것 - 카밀라 안디니
- 남쪽섬 이야기 - 총 킷 옹
- 영 러브 - 로모피치 리티
- 디어 투 미 - 모니카 바네사 텟자
- 어 세컨 찬스 - 폼 번썸비차 외 1명
- 익스큐즈 미, 미스, 미스, 미스 - 소니 칼벤토
- 에프엘지어스시 - 우드발 알탄게렐
- 에이지 오브 유스 - 묘 타르 킨
- 라이브 인 클라우드 쿠쿠 랜드 - 부 민 응이어 외 1명
- 넥스트 픽쳐 - 크리스 브린가스
- 포스터리티 - 오드리 여
- 레인카네티드 라이트 - 자크라판 스리위차이
- 호랑이 - 카비주램 퓨레브-오기어
- 사이드 바이 사이드 - 폴렌 라이
- 캘리포니아 드리밍 - 스레일린 미아스

### 현재의 감독 경쟁부문
- 액츄얼 피플 - 킷 자우하
- 홀리 에이미 - 애러셀리 리모스
- 퍼블릭 토일렛 아프리카 - 코피 오포-예보
- 브라더후드 - 프란체스코 몽타그너
- 버진 블루 - 뉴샤오위
- 더 리전에어 - 흘렙 파푸
- 웨더 더 웨더 이즈 파인 - 카를로 프란시스코 Y. 마나타드
- 아워 이터널 썸머 - 에밀리 아우셀
- 마이 브라더스 드림 어웨이크 - 클라우디아 후아퀴밀라
- 모스트로 - 호세 파블로 에스카밀라
- 노 원스 위드 더 캘브즈 - 사브리나 사라비
- 샹카르스 페어러리 - 이르파나 마줌다르
- 스트림스 - 메흐디 히밀리
- 웻 샌드 - 엘렌 나베리아니
- 자호리 - 마리 알레산드리니

### 로카르노 키즈
- 클로로필라 달 시엘로 블루 - 빅터 J. 토그노라
- 서부로 가다 - 버스터 키튼
- 카메라 소년 파하드 - 아바스 아람
- 트래쉬 - 라 레젠다 델라 피라미데 매지카 - 루카 델라 그로타 외 1명
- 투 파 어웨이 - 사라 빈켄슈테트
- 늑대아이 - 호소다 마모루
- 괴물의 아이 - 호소다 마모루

### 파노라마 스위스
- 낫씽 벗 더 썬 - 알라미 울론
- 더 걸 엔드 더 스파이더 - 라몬 취르허
- 더 뉴 가스펠 - 밀로 라우
- 더 게임 - 로만 호델
- 유어 스트리트 - 귀진 카르
- 마레 - 안드레아 슈타카
- 네이버스 - 마노 카릴
- 네메시스 - 토머스 임바치
- 오스트로프 - 로스트 아일랜드 - 스베틀라나 로디나 외 1명
- 마이 리틀 시스터 - 스테파니 추앗 외 1명
- 뿌리 없는 정원 - 살로메 야시
- 아틀라스(이탈리아어판) - 니콜로 카스텔리

### Retrospettiva
- 12 레지스티 퍼 12 시타: 제노바 - 알베르토 라투아다
- 도시의 사랑 - 미켈란젤로 안토니오니 외 6명
- 화이트 시스터 - 알베르토 라투아다
- 안나 - 알베르토 라투아다
- 그대 머무는 곳에 - 알베르토 라투아다
- 도그스 하트 - 알베르토 라투아다
- 스윗 디셉션즈 - 알베르토 라투아다
- 팬시울 인 피오어리 - 알베르토 라투아다
- 사랑과 죽음의 전장 - 알베르토 라투아다
- 지아코모 더 아이딜리스트 - 알베르토 라투아다
- 구엔달리나 - 알베르토 라투아다
- 더 밴디트 - 알베르토 라투아다
- 더 오버코트 - 알베르토 라투아다
- The Revealing Heart - 알베르토 라투아다
- Flesh Will Surrender - 알베르토 라투아다
- The Mill on the Po - 알베르토 라투아다
- L'amica - 알베르토 라투아다
- The Mishap - 알베르토 라투아다
- The Cricket - 알베르토 라투아다
- La freccia nel fianco - 알베르토 라투아다 외 1명
- La grande adozione di Lodi - 알베르토 라투아다
- (The Devil Is a Woman - 알베르토 라투아다
- The Mandrake - 알베르토 라투아다
- La nostra guerra - 알베르토 라투아다
- The Beach - 알베르토 라투아다
- La steppa - 알베르토 라투아다
- Tempest - 알베르토 라투아다
- I'll Take Her Like a Father - 알베르토 라투아다
- Letters by a Novice - 알베르토 라투아다
- 펠리니의 청춘군상 - 알베르토 라투아다 외 1명
- 마피오소 - 알베르토 라투아다
- Stolen Hand - 알베르토 라투아다
- Matchless - 알베르토 라투아다
- 오, 세라피나! - 알베르토 라투아다
- 작은 봉건 사회 - 마리오 솔다티
- Elementary School - 알베르토 라투아다
- Without Pity - 알베르토 라투아다
- Yes, Madam - 페르디난도 마리아 포지올라
- It Was I - 알베르토 라투아다
- A Thorn in the Heart - 알베르토 라투아다
- Come Have Coffee with Us - 알베르토 라투아다

### Fuori Concorso
- 프롬 더 플래닛 오브 더 휴먼스 - 지오바니 시오니
- 더 크립트 몬스터 - 다니엘레 미시스키아
- 매드 갓 - 필 티페트
- 패토스 에토스 로고스 - 조아킴 핀토 외 1명
- 램파트 - 마르코 그르바 싱
- 더 새드니스 - 로버트 자바즈
- 마녀들의 땅 - 샤를로트 콜베르

### Histoire(s) du cinema
- 어라운드 로샤스 테이블 - 사무엘 바르보자
- 운명 - 유세프 샤힌
- 더보렌스 - 프란시스 루저
- 딕 - 앤드류 플레밍
- 닥터 샹스 - F.J. 오쌍
- 포르타파시 - 마르코 리시
- 세르주 갱스부르 - 조안 스파
- 미녀 드라큐라 - 존 랜디스
- 인터노 조르노 - 마르코 산타렐리
- 리어 왕 - 장 뤽 고다르
- 페이스풀 맨 - 루이 가렐
- 어 리빙 스태튜 - 까밀리오 마스트로친퀘
- 스위스 폰더스 - 헨리 브랜트
- 노마드스 오브 더 선 - 헨리 브랜트
- 웬 위 워 칠드런 - 헨리 브랜트
- 로보캅 - 폴 버호벤
- 안전불감증 - 프레드 C. 뉴마이어 외 1명
- 스타쉽 트루퍼스 - 폴 버호벤
- 더 케이스 오브 더 베니싱 갓 - 로스 립먼
- 인사이더 - 마이클 만
- 대역전 - 존 랜디스
- 웨어 아 유 - 리카르도 스피노티 외 1명
- 라스토후예프 - 에브게니아 오스타니나
- 인 유어 핸즈 - 피터 델 몬트

### Semaine de la critique
- 어 싸우전드 파이어스 - 사이드 타지 파로키
- 뷰콜릭 - 캐롤 팔카
- 더 발코니 무비 - 파벨 로진스키
- 하우 투 킬 어 클라우드 - 투이자 홀트닝
- 워크 위드 엔젤스 - 코마즈 와이저킨스키
- 스탠드 업 마이 뷰티 - 하이디 스페코냐
- 더 배드 맨 - 리용차오